# Catharina de Wilde
Catharina de Wilde (Woudrichem, 17 september 1688 – Utrecht ,19 februari 1766) was een Nederlands dichter. Zij publiceerde onder de pseudoniemen C.P. (Catharine Pietersdochter) en Vrouwe C.P. Zij wordt ook wel aangeduid als Catharina Brakonier.

## Biografie
De Wilde was de dochter van Anna Spoor of Anne Sjoers en Pieter de Wilde, baljuw en dijkgraaf van Woudrichem. Haar vader werd ook wel aangeduid als Pierre Sauvage en was eerder getrouwd met Sara van Hulst.
De Wilde trouwde op 20 maart 1708 met de gereformeerde predikant Abraham Josua Brakonier (1670-1736). Het echtpaar kreeg een zoon, Abraham Cornelis (1724-1786). Zij zijn voorouders van het latere Belgische adellijke geslacht De Braconier.
De Wilde was zeer vermogend. Na het overlijden van haar man kocht De Wilde de buitenplaats Aremberg in De Bilt, dat zij zomers bewoonde. De buitenplaats werd afgebroken in 1928. Tijdens de winter woonde ze in Utrecht. De ambachtsheerlijkheid Alphen en Rietveld kocht zij in 1745 voor een bedrag van 58.000 gulden. Door die aankoop verwierf zij de titel ‘vrouwe’.
De Wilde was bevriend met haar nicht, de Utrechtse dichter Sara Maria van Zon (1692-1755), en ook met coccejanen H.S. van Alphen en G.M. Elsnerus. Zij hield zich aan de leer van de Synode van Dordrecht en bestreed andere godsdienstige stromingen zoals remonstranten, socianen en spinozisten, om maar te zwijgen van het rooms-katholicisme. Toen haar zoon trouwde met een rooms-katholieke vrouw betekende dat dan ook een verstoring van hun verhoudingen.

## Gedichten
Na een eerste gedicht uit 1710 dat volgde na de preek van haar echtgenoot bij het overlijden van dominee Cornelis Ruiter, schreef zij lang niet.Het gedicht werd buiten haar medeweten en tegen haar wil gepubliceerd door Dirk van Cloon.
In 1731 begon ze weer te schrijven. Pas enkele jaren voor 1750 begon ze zelf haar gedichten te publiceren, onder het pseudoniem C.P., later als Vrouwe C.P.
De Wilde schreef naar aanleiding van politieke gebeurtenissen. Toen Willem IV in 1747, aan het eind van het Tweede Stadhouderloze Tijdperk stadhouder werd, schreef zij het gedicht Orange, vry van druk en hoon. Ook naar aanleiding van de vrede van Aken in 1748 schreef zij een gedicht. Deze politieke gedichten werden uitgegeven door Pieter Meijer, net als haar latere werk.
In een van haar gedichten beschrijft ze de Mercuriusovergang van 1743, die zij waarnam door met 'groene glazen’ haar ogen te beschermen.
In 1757 verscheen haar laatste bundel met gedichten.

## Overige activiteiten
De Wilde liet na het overlijden van haar man zijn preken en verhandelingen uitgeven.